# La torre di Londra (film 1934)
La torre di Londra (Colonel Blood) è un film del 1934, diretto da W.P. Lipscomb.

## Trama
Nel 1670, un patriota irlandese viene sorpreso nel suo tentativo di rubare i gioielli della Corona.

## Produzione
Il film fu prodotto dalla Sound City e venne girato negli studi della casa di produzione, a Shepperton.

## Distribuzione
Distribuito dalla Metro-Goldwyn-Mayer (MGM), uscì nelle sale cinematografiche britanniche nel gennaio del 1934.